# 富豪街系列
富豪街系列是由勇者斗恶龙系列设计者堀井雄二创作的电脑图版游戏系列。系列首作于1991年发行在日本红白机平台。之后的续作发行于超级任天堂、PlayStation、PlayStation 2、PlayStation Portable、任天堂DS、Wii、iOS和Android等平台。在《富豪街Wii》发行之前，系列都仅在日本发售。後於2017年中文譯名變更為“骰動人生好運道”。目前系列著作權是由史克威尔艾尼克斯持有。

## 系统
系列和《地产大亨》相似：玩家通过投掷骰子在棋盘上前进，购买空白的土地并收取过路对手的财产，在到达一些特殊土地的时候可抽取卡片。游戏和地产大亨有些不同，玩家可以通过买入或卖出街区的股票来改变街区价值，或是通过开发地产来增加街区股票的股价。虽然持有并开发多个地产可以收取对手更多的财产，但玩家也并不需要将全部街区都开发。在通过起始位置/银行时，玩家需要收集一套四色的卡牌并升级以及额外的金币。在多数版本中，每局游戏最多由四位玩家争取胜利。为了赢得游戏，玩家必须达成银行委员会的财产要求，即股票、地产之和手持现金的价值总和。和富豪街相似的小游戏也出现在一些其它史克威尔艾尼克斯游戏中，如《勇者斗恶龙III》（双六场）、《勇者斗恶龙V》（五张牌）和《王国之心 梦中降生》（命令板）。

## 外部連結
- 骰動人生好運道DQ&FF 30週年紀念 （页面存档备份，存于） （日語）